# Biomassa (ecologia)
A biomassa é a massa de organismos biológicos vivos em uma determinada área ou ecossistema em um determinado momento. A biomassa pode se referir à biomassa da espécie, que é a massa de uma ou mais espécies, ou à biomassa da comunidade, que é a massa de todas as espécies da comunidade. Pode incluir micro-organismos, plantas ou animais. A massa pode ser expressa como a massa média por unidade de área ou como a massa total na comunidade. 
A forma como a biomassa é medida depende do motivo pelo qual ela está sendo medida. Às vezes, a biomassa é considerada como a massa natural dos organismos in situ, exatamente como eles são. Por exemplo, na pesca de salmão, a biomassa do salmão pode ser considerada como o peso úmido total que o salmão teria se fosse retirado da água. Em outros contextos, a biomassa pode ser medida em termos de massa orgânica seca, de modo que talvez apenas 30% do peso real possa contar, sendo o restante água. Para outros fins, somente os tecidos biológicos contam, e dentes, ossos e conchas são excluídos. Em algumas aplicações, a biomassa é medida como a massa de carbono orgânico total presente.
Em 2018, Bar-On et al. estimaram a biomassa viva total na Terra em cerca de 550 bilhões (5.5×1011) de toneladas de C, a maior parte dela em plantas. Em 1998, Field et.al. estimaram a produção primária líquida anual total de biomassa em pouco mais de 100 bilhões de toneladas de C/ano. Já se pensou que a biomassa viva total de bactérias fosse quase igual à das plantas, mas estudos recentes sugerem que ela é significativamente menor. O número total de pares de bases de DNA na Terra, como uma possível aproximação da biodiversidade global, é estimado em (5.3±3.6)×1037 e pesa 50 bilhões de toneladas.

## Pirâmides ecológicas

Uma pirâmide de energia ilustra a quantidade de energia necessária à medida que ela flui para cima para sustentar o próximo nível trófico. Apenas cerca de 10% da energia transferida entre cada nível trófico é convertida em biomassa.

Uma pirâmide ecológica é uma representação gráfica que mostra, para um determinado ecossistema, a relação entre biomassa ou produtividade biológica e níveis tróficos.
- Uma pirâmide de biomassa mostra a quantidade de biomassa em cada nível trófico.

- Uma pirâmide de produtividade mostra a produção ou a rotavididade da biomassa em cada nível trófico.

- Uma pirâmide ecológica fornece um retrato no tempo de uma comunidade ecológica.

A base da pirâmide representa os produtores primários (autótrofos). Os produtores primários obtêm energia do ambiente na forma de luz solar ou de produtos químicos inorgânicos e a utilizam para criar moléculas ricas em energia, como os carboidratos. Esse mecanismo é chamado de produção primária. A pirâmide prossegue pelos vários níveis tróficos até os predadores alfa.
Quando a energia é transferida de um nível trófico para o próximo, normalmente apenas 10% é usada para criar nova biomassa. Os noventa por cento restantes vão para processos metabólicos ou são dissipados na forma de calor. Essa perda de energia significa que as pirâmides de produtividade nunca são invertidas e geralmente limitam as cadeias alimentares a cerca de seis níveis. Entretanto, nos oceanos, as pirâmides de biomassa podem ser total ou parcialmente invertidas, com mais biomassa em níveis mais altos.

## Biomassa terrestre

Biomassas terrestres relativas de vertebrados versus artrópodes.

A biomassa terrestre geralmente diminui acentuadamente em cada nível trófico superior (plantas, herbívoros, carnívoros). Exemplos de produtores terrestres são as gramíneas, as árvores e os arbustos. Eles têm uma biomassa muito maior do que os animais que os consomem, como veados, zebras e insetos. Os níveis com menor biomassa são os predadores mais altos da cadeia alimentar, como raposas e águias.
Em uma pastagem temperada, as gramíneas e outras plantas são os produtores primários na base da pirâmide. Depois vêm os consumidores primários, como gafanhotos, ratazanas e bisões, seguidos pelos consumidores secundários, musaranhos, falcões e pequenos gatos. Por fim, os consumidores terciários, gatos grandes e lobos. A pirâmide de biomassa diminui acentuadamente em cada nível superior.
Mudanças nas espécies de plantas no ecossistema terrestre podem resultar em mudanças na biomassa das comunidades de decompositores do solo. A biomassa das espécies de plantas C3 e C4 pode mudar em resposta a concentrações alteradas de CO2. Observou-se que as espécies de plantas C3 aumentam a biomassa em resposta a concentrações crescentes de CO2 de até 900 ppm.

## Biomassa oceânica
A biomassa oceânica ou marinha, em uma inversão da biomassa terrestre, pode aumentar em níveis tróficos mais altos. No oceano, a cadeia alimentar normalmente começa com o fitoplâncton e segue o curso ao lado.
Os fitoplânctons são os principais produtores primários na base da cadeia alimentar marinha. O fitoplâncton usa a fotossíntese para converter carbono inorgânico em protoplasma. Em seguida, eles são consumidos pelo zooplâncton, cujo tamanho varia de alguns micrômetros de diâmetro, no caso do microzooplâncton protista, ao zooplâncton macroscópico gelatinoso e crustáceo.
O zooplâncton compreende o segundo nível da cadeia alimentar e inclui pequenos crustáceos, como copépodes e krill, e a larva de peixes, lulas, lagostas e caranguejos.

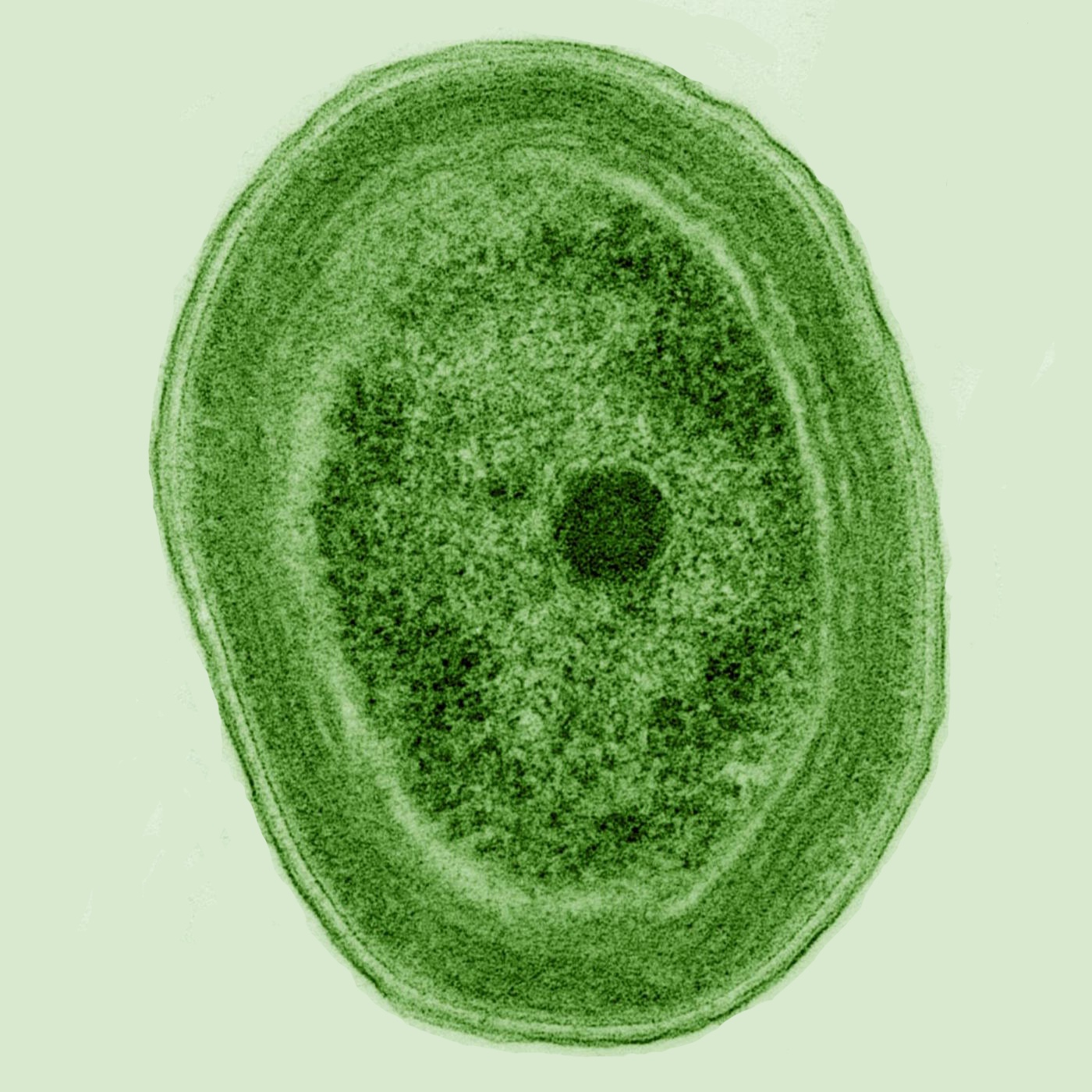
Prochlorococcus, uma bactéria influente.

Por sua vez, os pequenos zooplânctons são consumidos tanto por zooplânctons predadores maiores, como o krill, quanto por peixes forrageiros, que são pequenos peixes de cardume que se alimentam de filtradores. Isso constitui o terceiro nível da cadeia alimentar.
Um quarto nível trófico pode consistir em peixes predadores, mamíferos marinhos e aves marinhas que consomem peixes forrageiros. Exemplos são o peixe-espada, as focas e os alcatrazes.
Os predadores alfa, como as orcas, que podem consumir focas, e os tubarões-anequim, que podem consumir peixes-espada, formam um quinto nível trófico. As baleias-de-barbatana podem consumir zooplâncton e krill diretamente, levando a uma cadeia alimentar com apenas três ou quatro níveis tróficos.
Os ambientes marinhos podem ter pirâmides de biomassa invertidas. Em particular, a biomassa dos consumidores (copépodes, krill, camarão, peixes forrageiros) é maior do que a biomassa dos produtores primários. Isso acontece porque os produtores primários do oceano são fitoplânctons minúsculos, que são estrategistas-r que crescem e se reproduzem rapidamente, de modo que uma massa pequena pode ter uma taxa rápida de produção primária. Em contraste, os produtores primários terrestres, como as florestas, são estrategistas k que crescem e se reproduzem lentamente, portanto, é necessária uma massa muito maior para atingir a mesma taxa de produção primária.
Entre os fitoplânctons na base da cadeia alimentar marinha estão membros de um filo de bactérias chamado cianobactérias. As cianobactérias marinhas incluem os menores organismos fotossintéticos conhecidos. A menor de todas, a Prochlorococcus, tem apenas 0,5 a 0,8 micrômetro de diâmetro. Em termos de números individuais, a Prochlorococcus é possivelmente a espécie mais abundante da Terra: um único mililitro de água do mar superficial pode conter 100.000 células ou mais. Em todo o mundo, estima-se que haja vários octilhões (1027) de indivíduos. A Prochlorococcus é onipresente entre 40°N e 40°S e predomina nas regiões oligotróficas (pobres em nutrientes) dos oceanos. A bactéria é responsável por cerca de 20% do oxigênio na atmosfera da Terra e faz parte da base da cadeia alimentar oceânica.

## Biomassa bacteriana
As bactérias e as archaea são classificadas como procariontes, e sua biomassa é comumente estimada em conjunto. A biomassa global de procariontes é estimada em cerca de 30 bilhões de toneladas C, dominada por bactérias.
| Localização geográfica  | Número de células (× 1029) | Bilhões de toneladas de carbono |
| ----------------------- | -------------------------- | ------------------------------- |
| Oceano aberto           | 1,2                        | 1,6 a 2,2                       |
| Subsuperfície do oceano | 5                          | 10                              |
| Solo terrestre          | 3                          | 8                               |
| Subsuperfície terrestre | 2 a 6                      | 4 a12                           |
| Total                   | 11 a15                     | 23 a 31                         |

As estimativas da biomassa global de procariontes mudaram significativamente nas últimas décadas, à medida que mais dados se tornaram disponíveis. Um estudo muito citado de 1998 coletou dados sobre a abundância (número de células) de bactérias e archaea em diferentes ambientes naturais e estimou sua biomassa total em 350 a 550 bilhões de toneladas de C. Essa grande quantidade é semelhante à biomassa de carbono em todas as plantas. Estima-se que a grande maioria das bactérias e archaea esteja em sedimentos bem abaixo do fundo do mar ou na biosfera terrestre profunda (em aquíferos continentais profundos). No entanto, as medições atualizadas relatadas em um estudo de 2012 reduziram a biomassa procariótica calculada em sedimentos profundos do subsolo marinho dos ≈300 bilhões de toneladas C originais para ≈4 bilhões de toneladas C (intervalo de 1,5 a 22 bilhões de toneladas). Essa atualização se origina de estimativas muito mais baixas da abundância procariótica e de seu peso médio.
Um censo publicado na PNAS em maio de 2018 estimou a biomassa bacteriana global em ≈70 bilhões de toneladas C, das quais ≈60 bilhões de toneladas estão na subsuperfície terrestre profunda. Também estimou a biomassa global de archaea em ≈7 bilhões de toneladas C. Um estudo posterior do Observatório Deep Carbon publicado em 2018 relatou um conjunto de dados de medições muito maior e atualizou a estimativa de biomassa total na biosfera terrestre profunda. Ele usou esse novo conhecimento e estimativas anteriores para atualizar a biomassa global de bactérias e archaea para 23 a 31 bilhões de toneladas de C. Estima-se que aproximadamente 70% da biomassa global seja encontrada na subsuperfície profunda. O número estimado de células procarióticas globalmente foi estimado em 11-15 × 1029. Com essas informações, os autores do artigo da PNAS de maio de 2018 revisaram sua estimativa para a biomassa global de procariotos para ≈30 bilhões de toneladas C, semelhante à estimativa do observatório.
Essas estimativas convertem a abundância global de procariontes em biomassa global usando números médios de biomassa celular que se baseiam em dados limitados. Estimativas recentes usaram uma biomassa celular média de cerca de 20-30 femtogramas de carbono (fgC) por célula nos habitats subterrâneos e terrestres.

## Biomassa global
A biomassa global total foi estimada em cerca de 550 bilhões de toneladas C. A tabela abaixo apresenta um detalhamento da biomassa global por reino, com base em um estudo de 2018 realizado por Bar-On et. al.
| Reino              | Biomassa global em bilhões de toneladas de carbono | Biomassa seca global em bilhões de toneladas | Biomassa úmida global em bilhões de toneladas | Imagem |
| ------------------ | -------------------------------------------------- | -------------------------------------------- | --------------------------------------------- | ------ |
| Plantae            | 450                                                | 900                                          | 2700                                          |        |
| Bacteria + Archaea | 30                                                 | 60                                           | 200                                           |        |
| Fungi              | 12                                                 | 24                                           | 80                                            |        |
| Protista           | 4                                                  | 8                                            | 25                                            |        |
| Animalia           | 2                                                  | 4                                            | 13                                            |        |
| Total              | 500                                                | 1000                                         | 3000                                          |        |

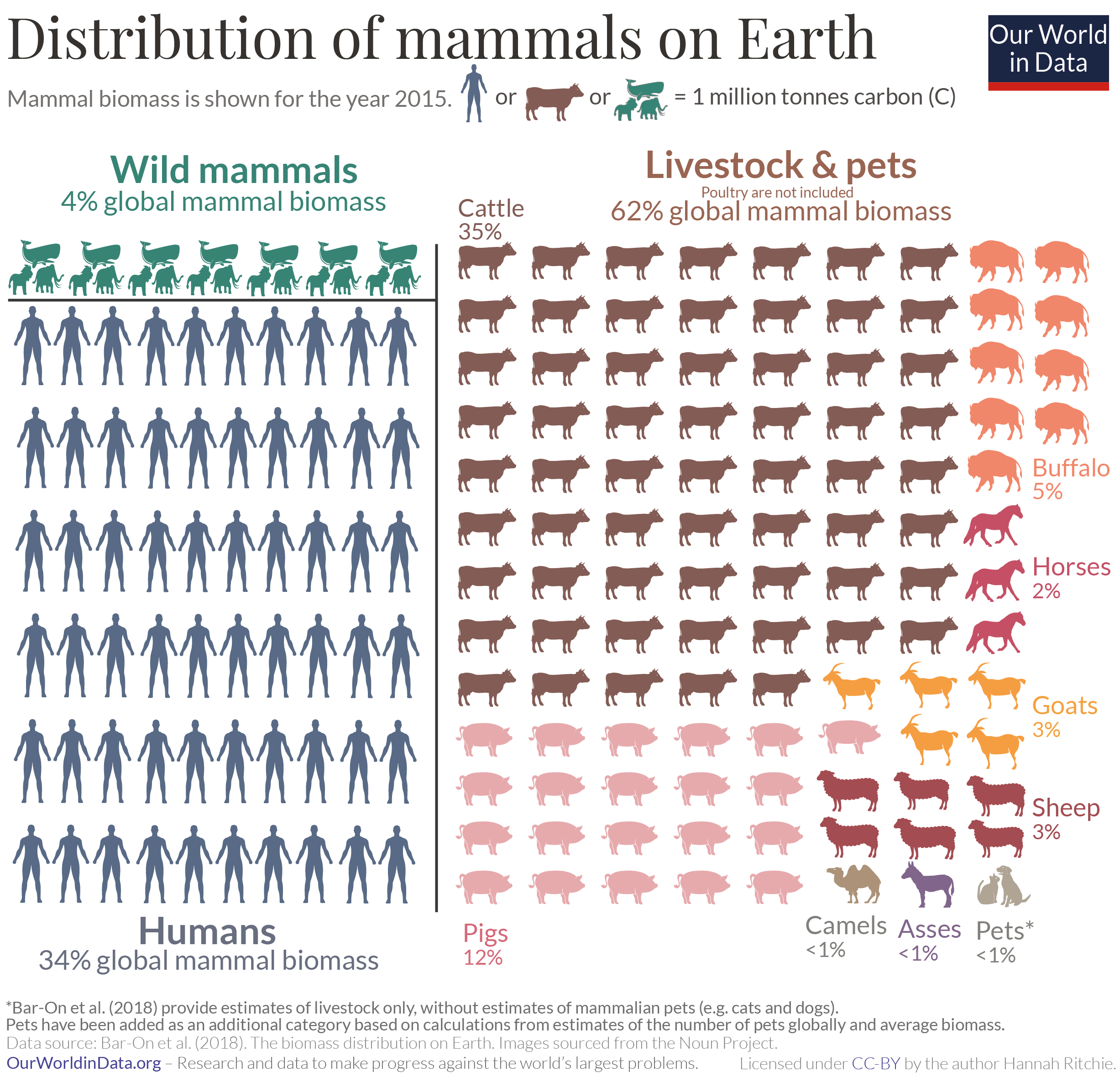
Os seres humanos e seus animais de criação representam 96% de todos os mamíferos da Terra em termos de biomassa, enquanto todos os mamíferos selvagens representam apenas 4%. Em verde: mamíferos selvagens, em azul: humanos. No lado direito: gado e animais de estimação.

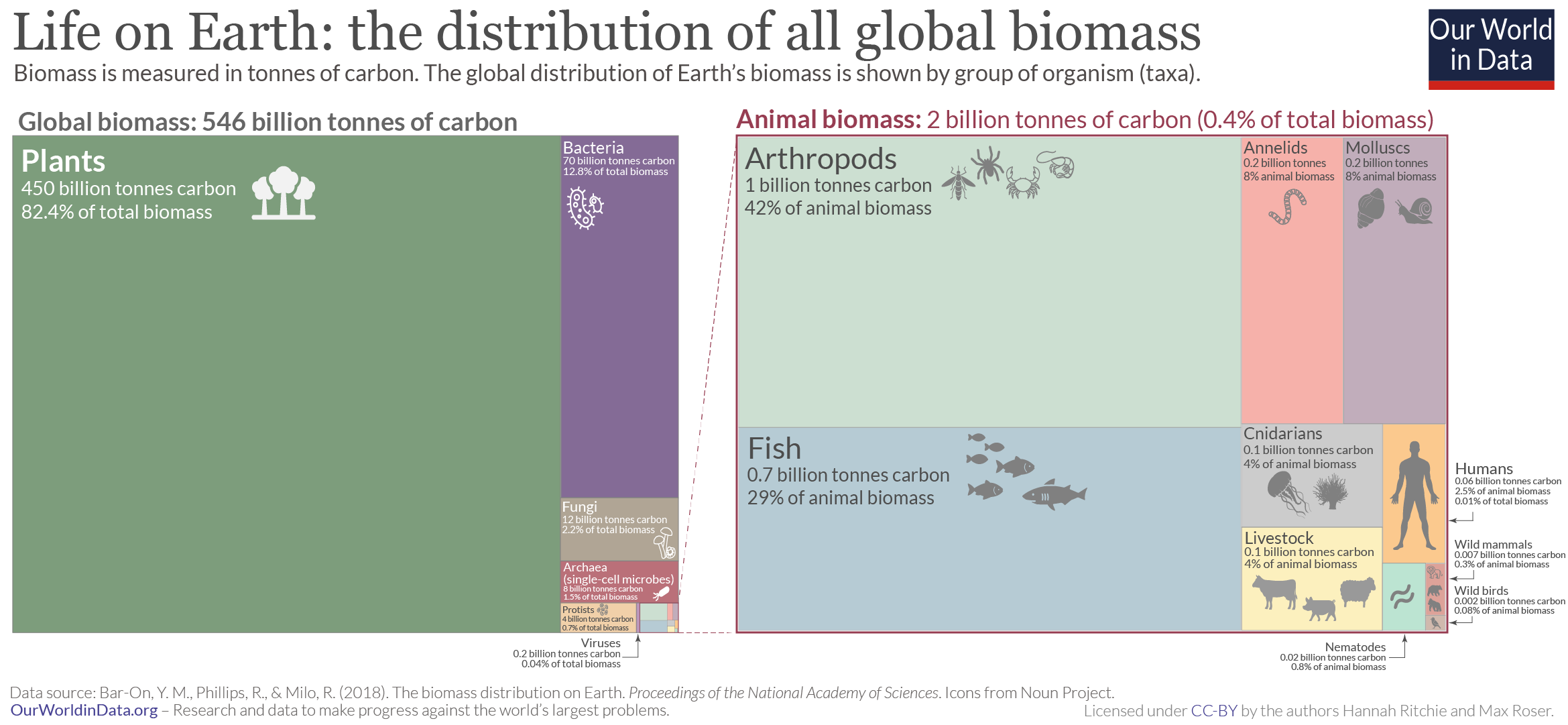
A biomassa global dividida por reino e em grupos taxonômicos para animais. As estimativas para bactérias e archaea foram atualizadas para 30 bilhões de toneladas C combinadas desde que esse número foi calculado. À direita: biomassa global (546 bilhões de carbono). Em verde: plantas, roxo: bactérias, marrom: fungi, vermelho: archaea, laranja: protistas, roxo claro: vírus. À esquerda: biomassa animal. Em verde: artrópodes, azul: peixes, vermelho: anelídeos, roxo: moluscos, cinza: cnidários, laranja: humanos, amarelo: gado, verde: nematóides, vermelho escuro: mamíferos selvagens, marrom: aves selvagens.

Os animais representam menos de 0,5% da biomassa total da Terra, com cerca de 2 bilhões de toneladas de C no total. A maior parte da biomassa animal é encontrada nos oceanos, onde os artrópodes, como os copépodes, são responsáveis por cerca de 1 bilhão de toneladas de C e os peixes por outros 0,7 bilhão de toneladas de C. Aproximadamente metade da biomassa de peixes no mundo é mesopelágica, como o peixe-lanterna, que passa a maior parte do dia em águas profundas e escuras. Os mamíferos marinhos, como baleias e golfinhos, são responsáveis por cerca de 0,006 bilhão de toneladas de C.
Os animais terrestres são responsáveis por cerca de 500 milhões de toneladas de C, ou cerca de 20% da biomassa de animais na Terra. Os artrópodes terrestres são responsáveis por cerca de 150 milhões de toneladas de C, a maior parte encontrada na camada superficial do solo. Os mamíferos terrestres são responsáveis por cerca de 180 milhões de toneladas de C, a maioria dos quais são humanos (cerca de 80 milhões de toneladas de C) e mamíferos domesticados (cerca de 90 milhões de toneladas de C). Os mamíferos terrestres selvagens são responsáveis por apenas cerca de 3 milhões de toneladas de C, menos de 2% da biomassa total de mamíferos na terra.
A maior parte da biomassa global é encontrada na terra, com apenas 5 a 10 bilhões de toneladas de C encontradas nos oceanos. Na terra, há cerca de 1.000 vezes mais biomassa vegetal (fitomassa) do que biomassa animal (zoomassa). Cerca de 18% dessa biomassa vegetal é consumida pelos animais terrestres. No entanto, os animais marinhos comem a maior parte dos autótrofos marinhos, e a biomassa dos animais marinhos é maior do que a dos autótrofos marinhos.
De acordo com um estudo de 2020 publicado na Nature, os materiais produzidos pelo homem, ou massa antropogênica, superam toda a biomassa viva da Terra, sendo que o plástico sozinho excede a massa de todos os animais terrestres e marinhos combinados.
|           | Nome                            | Número de espécies | Data da estimativa | Contagem do indivíduo   | Massa viva média do indivíduo                       | Porcentagem de biomassa (seca) | Biomassa seca global em milhões de toneladas | Biomassa úmida (fresca) global em milhões de toneladas |
| --------- | ------------------------------- | ------------------ | ------------------ | ----------------------- | --------------------------------------------------- | ------------------------------ | -------------------------------------------- | ------------------------------------------------------ |
| Terrestre | Humanos                         | 1                  | Novembro de 2022   | 8 billion               | 50 kg (incluindo crianças)                          | 40%                            | 160                                          | 400                                                    |
| Terrestre | Humanos                         | 1                  | 2005               | 4.63 bilhões de adultos | 62 kg (excluindo crianças)                          |                                |                                              | 287                                                    |
| Terrestre | Gado                            | 1                  | 2021               | 1.5 bilhão              | 300 kg                                              | 30%                            | 125                                          | 416                                                    |
| Terrestre | Ovelhas                         | 1                  | 2021               | 1.3 bilhão              | 30 kg                                               | 30%                            | 12                                           | 39                                                     |
| Terrestre | Cabras                          | 1                  | 2021               | 1.1 bilhão              | 30 kg                                               | 30%                            | 10                                           | 32                                                     |
| Terrestre | Frangos                         | 1                  | 2021               | 26 bilhões              | 0,9 kg para frangos de corte, 1,8 kg para poedeiras | 30%                            | 8                                            | 25                                                     |
| Terrestre | Formigas                        | 15.700             | 2022               | 20-90×1015              | 3,7 mg-5.5 mg                                       | 22.8%                          | 10–100                                       | 40-450                                                 |
| Terrestre | Minhocas                        | 7,000-30,000       | 2016               |                         | 10 mg (peso seco)                                   | 10-25%                         | 400                                          | 1.600                                                  |
| Terrestre | Cupins                          | 2.972              | 2022               |                         | 2 mg                                                | 27%                            | 100                                          | 440                                                    |
| Terrestre | Nematóides                      |                    | 2019               | 4.4×1020                |                                                     | 20%                            | 60                                           | 300                                                    |
| Marinho   | Baleias azuis                   | 1                  | Pré-baleação       | 340.000                 |                                                     | 40%                            |                                              | 36                                                     |
| Marinho   | Baleias azuis                   | 1                  | 2023               | 50.000                  | 60.000 kg                                           | 40%                            | 1,2                                          | 3                                                      |
| Marinho   | Peixes                          | >20.000            | 2022               |                         |                                                     | 30%                            | 3.000                                        | 9.000                                                  |
| Marinho   | Krill antártico                 | 1                  | 2008               | 7,8×1014                | 0,486 g                                             |                                |                                              | 379 (na alta temporada)                                |
| Marinho   | Copépodess (um zooplâncton)     | 13.000             |                    |                         | 10−6–10−9 kg                                        |                                |                                              |                                                        |
| Marinho   | Cyanobacteria (um picoplâncton) | ?                  | 2003               |                         |                                                     |                                |                                              | 1.000                                                  |

## Taxa global de produção
A produção primária líquida é a taxa na qual a nova biomassa é gerada, principalmente devido à fotossíntese. A produção primária global pode ser estimada a partir de observações de satélite. Os satélites examinam o Índice de Vegetação de Diferença Normalizada (NDVI) em habitats terrestres e os níveis de clorofila da superfície do mar nos oceanos. Isso resulta em 56,4 bilhões de toneladas de C/ano (53,8%) para a produção primária terrestre e 48,5 bilhões de toneladas de C/ano para a produção primária oceânica. Assim, a produção primária fotoautotrófica total da Terra é de cerca de 104,9 bilhões de toneladas de C/ano. Isso se traduz em cerca de 426 gC/m2/ano para a produção terrestre (excluindo áreas com cobertura permanente de gelo) e 140 gC/m2/ano para os oceanos.
No entanto, há uma diferença muito mais significativa nos estoques permanentes - embora sejam responsáveis por quase metade da produção anual total, os autótrofos oceânicos representam apenas cerca de 0,2% da biomassa total.
Os ecossistemas terrestres de água doce geram cerca de 1,5% da produção primária líquida global.
Alguns produtores globais de biomassa, em ordem de taxas de produtividade, são:
| Produtor            | Produtividade da biomassa (gC/m2/ano) | Ref          | Área total (milhões de km2) | Ref           | Produção total (bilhões de toneladas de C/ano) |
| ------------------- | ------------------------------------- | ------------ | --------------------------- | ------------- | ---------------------------------------------- |
| Pântanos e brejos   | 2.500                                 | [ 2 ]        | 5,7                         | [ 58 ]        |                                                |
| Florestas tropicais | 2.000                                 | [ 59 ]       | 8                           |               | 16                                             |
| Recifes de coral    | 2.000                                 | [ 2 ]        | 0,28                        | [ 60 ]        | 0,56                                           |
| Alga                | 2.000                                 | [ 2 ]        |                             |               |                                                |
| Estuários           | 1.800                                 | [ 2 ]        |                             |               |                                                |
| Floresta temperada  | 1.250                                 | [ 2 ]        | 19                          |               | 24                                             |
| Terras cultivadas   | 650                                   | [ 2 ] [ 61 ] | 17                          |               | 11                                             |
| Tundras             | 140                                   | [ 2 ] [ 61 ] | 11,5-29,8                   | [ 62 ] [ 63 ] |                                                |
| Zona oceânica       | 125                                   | [ 2 ] [ 61 ] | 311                         |               | 39                                             |
| Desertos            | 3                                     | [ 61 ]       | 50                          |               | 0,15                                           |